# VMX Racing
VMX Racing est un jeu vidéo de course développé par Studio e et publié en 1997 par Playmates Interactive Entertainment sur PlayStation.

## Système de jeu
Comme dans la plupart des jeux vidéo de ce type, le joueur contrôle un motard qui affronte d'autres motards sur des pistes de course en terre. Cependant, si le joueur touche de l'herbe, de la neige ou du gravier, il sera renversé avec sa moto.

## Accueil
Le jeu est accueilli de manière défavorable selon le site web GameRankings. Next Generation explique que « La seule caractéristique rédemptrice que le jeu offre est la possibilité d'effectuer des manœuvres et des tours en manipulant les paramètres de l'accélérateur. Mais quelle que soit la valeur divertissante de cette fonction, elle est vite perdue dans le sentiment général de fadeur qu'inspire le reste du jeu ». De nombreux critiques donnent au jeu des avis positifs, mitigés ou défavorables, des mois avant sa sortie aux États-Unis,,.